# Seznam prejemnikov nagrade Prešernovega sklada
Seznam prejemnikov nagrade Prešernovega sklada.
|      |      | 1962 | 1963 | 1964 | 1965 | 1966 | 1967 | 1968 | 1969 |  |
| 1970 | 1971 | 1972 | 1973 | 1974 | 1975 | 1976 | 1977 | 1978 | 1979 |  |
| 1980 | 1981 | 1982 | 1983 | 1984 | 1985 | 1986 | 1987 | 1988 | 1989 |  |
| 1990 | 1991 | 1992 | 1993 | 1994 | 1995 | 1996 | 1997 | 1998 | 1999 |  |
| 2000 | 2001 | 2002 | 2003 | 2004 | 2005 | 2006 | 2007 | 2008 | 2009 |  |
| 2010 | 2011 | 2012 | 2013 | 2014 | 2015 | 2016 | 2017 | 2018 | 2019 |  |
| 2020 | 2021 | 2022 | 2023 | 2024 | 2025 |      |      |      |      |  |

### 1962
- arhitekta Ljubo Humek in Franci Čop - za urbanistično ureditev rekreacijskega področja mariborskega Pohorja
- grafik Vladimir Makuc - za delo preteklih dveh let
- Mitja Mejak - za zbirko kritik Književna kronika
- pisatelj Matej Bor - za roman Daljave
- igralka Duša Počkaj - za vlogo Maruše v Hladnikovem filmu Ples v dežju
- skladatelj Primož Ramovš, za orkestrske skladbe
- slikar Marko Šuštaršič - za likovni opus
- pianistka Dubravka Tomšič - za uspehe v glasbeni interpretaciji
- arhitekt Janez Trenz in sodelavca France Šmid ter Ciril Pogačnik - za urbanistično realizacijo Velenja

### 1963
- slikar Janez Bernik - za slikarsko in grafično delo
- violinist Dejan Bravničar - za interpretacije v letu 1962
- operna pevka Vanda Gerlovič - za interpretacijo Elizabete v Verdijevi operi Don Carlos
- scenarist Sveta Jovanović - za sceno v Luthru in Premetenki
- fotograf Janez Kališnik - za fotografijo v filmu Peščeni grad
- arhitekt Branko Kocmut - za afirmacijo sodobne arhitekture v Mariboru
- pesnik Lojze Krakar - za pesniško zbirko Cvet pelina
- slikar Marjan Pogačnik - za grafični opus
- Ali Raner - za vlogo Magisa v Jajcu
- Pavle Zidar - za pripovedno delo Soha z oltarja domovine
- Rudi Zupan - za uspele rešitve objektov samopostrežne restavracije Center in poslovne stavbe Večer

### 1964
- flavtist Boris Čampa - za solistično reprodukcijo v letu 1963
- Jože Falout - za solistično reprodukcijo v letu 1963
- Stane Jarm - za plastiko Talec, ki je bila razstavljena na razstavi Društva slovenskih likovnih umetnikov decembra 1963 v Moderni galeriji v Ljubljani
- Nives Kalin Vehovar in Franci Vehovar - za kvalitetno oblikovanje svetilnih teles iz krivljenih furnirjev
- Mile Korun - za režijo tragikomedije Talec
- Stanko Kristl - za realizacijo poslovno stanovanjskega objekta v Velenju
- Andrej Kurent - za vlogo Einsteina v Dürrenmattovih Fizikih in za vlogo Kaligule v istoimenski drami Alberta Camusa
- Ivan Minatti - za pesniško zbirko Nekoga moraš imeti rad
- Nace Simončič - za odigrane vloge v ciklu iger gledališča ročnih lutk, lutk s paličicami in marionet ter za režijo Dveh potepinov in Nenavadne pravljice v marionetnem gledališču
- France Slana - za ciklus umetniških stvaritev z motiviko po potresu porušenega Skopja
- Gregor Strniša - za pesniško zbirko Odisej
- Milan Šega - za zbirko novel Deček s piščalko
- Team razvojnega oddelka Tovarne dekorativnih tkanin v Ljubljani: Meta Tomšič-Vršič, Srečko Lenard, Pija Okršlar, Marija Novak in Marjanca Žigon - za kvalitetno oblikovanje kolekcije sodobnega tapetniškega volnenega blaga
- likovnik Karel Zelenko - za grafične stvaritve, razstavljene marca 1963 v ljubljanski Mali galeriji

### 1965
- Jože Bevc - za dosežke na področju kratkometražne filmske satire v letu 1964
- Polde Bibič - za vlogi Norca v Shakespearovi tragediji Kralj Lear in Shakespeara v istoimenski televizijski drami L. Candonija
- Miloš Bonča - za realizacijo trgovskega objekta v centru Šiške
- Bogdan Borčič - za slikarske stvaritve, razstavljene v letu 1964
- Andrej Jemec - za grafične stvaritve, razstavljene v letu 1964
- Rok Klopčič - za solistično reprodukcijo v letu 1964
- Janez Lajovic - za realizacijo hotela Prisank v Kranjski gori
- Tone Pavček - za zbirko pesmi Ujeti ocean
- Štefan Planinc - za slikarske stvaritve, razstavljene v letu 1964
- Smiljan Rozman - za roman Druščina
- Alojz Srebotnjak - za skladbo Micro-songs
- Pavel Šivic - za skladbo Alternacije
- Dare Ulaga - za vlogi Mattija v Brechtovi igri Gospod Puntila in njegov hlapec Matti in Maslobojeva v Ponižanih in razžaljenih F. M. Dostojevskega
- Mirko Zdovc - za notranjo ureditev Doma družbenih organizacij v Mariboru
- Ciril Zlobec - za zbirko pesmi Najina oaza

### 1966
- Tone Bitenc - za urbanistično ureditev trga v Ajdovščini
- Janez Boljka - za kiparsko delo, razstavljeno v preteklem letu na razstavah Društva slovenskih likovnih umetnikov in za spomenik Talcem na Ljubljanjskem pokopališču
- Miha Gunzek - za koncertne izvedbe na klarinetu v letu 1965
- Mija Jarc - za kostumografske stvaritve v minulem letu
- Ignac Koprivec - za roman Pot ne pelje v dolino
- Janez Lenassi - za plastiko v kompleksu spomenika NOB v Ilirski Bistrici
- Borut Loparnik - za oblikovanje glasbenega dela tretjega programa Radia Ljubljana v letu 1965
- Bogdan Meško - za grafična dela, razstavljena v letu 1965
- Zlata Ognjanović - za pevske vloge v letu 1965
- Milena Ogorelec in Božo Kos - za televizijsko slikanico Živalski karneval
- Žarko Petan - za režijo groteskne komedije Arthura Kopita Oh očka, ubogi očka…
- Jože Pogačnik - za kratka filma Naročeni ženin in Derby
- Davorin Savnik - za industrijsko oblikovanje v letu 1965

### 1967
- Jože Brumen - za področje vizualnih komunikacij
- Andrej Hieng - za roman Gozd in pečina
- Oton Jugovec - za zgradbo jedrskega reaktorja v Ljubljani
- Ondina Otta Klasinc - za vlogo Manon v Puccinijevi operi Manon Lescaut
- pesnik Kajetan Kovič - za pesniško zbirko Ogenjvoda
- arhitekt Svetozar Križaj - za izvirno arhitekturno ureditev restavracije Rotovž
- igralec Sandi Krošl - za vlogi Hoedererja v Sartrovi drami Umazane roke in Cankarjevi komediji Za narodov blagor,
- dirigent Lojze Lebič - za kreativno dirigentsko delo v vodstvu komornega zbora RTV v letu 1966,
- slikar Floris Oblak - za slikarska dela, razstavljena v letu 1966,
- esejist in kritik Vasja Predan - za knjigo kritik in esejev Od premiere do premiere,
- plesalka Tatjana Remškar - za vlogo Neveste v Dutillleuxovem baletu Volk,
- arhitekt Savin Sever - za zgradbo Tiskarne Mladinska knjiga v Ljubljani,
- kipar Slavko Tihec - za plastiko, razstavljeno na bienalu v Benetkah,
- skladatelj Vilko Ukmar - za baletno kompozicijo Godec,
- igralec Aleksander Valič - za vlogo Rameaujevega nečaka v odrski priredbi Diderotovega dela,
- snemalec Rudi Vaupotič - za snemalno delo pri kratkem filmu Podobe iz sanj in celovečernem igranem filmu Zgodba, ki je ni.

### 1968
- filmska montažerka Milka Badjura - za ustvarjalno delo pri montaži slovenskih filmov,
- slikar Jože Ciuha - za razstavljena slikarska dela v Mali galeriji v Ljubljani leta 1967,
- pevka Hilda Hölzl - za vlogo v istoimeni operi Turandot,
- pisatelj Marjan Kolar - za roman Išči poldan,
- grafik Gregor Košak - za ustvarjalno delo na področju grafik,
- režiser Mirč Kragelj - za radijske in televizijske režije v letu 1967,
- arhitekt Branko Kraševac - za delo na področju oblikovanja v industrijski estetiki,
- igralec Jožko Lukeš - za vlogo g.Barrancea v Pirandellovi komediji Saj ni zares,
- arhitekt Milan Mihelič - za razstavne paviljone na Gospodarskem razstavišču v Ljubljani ter veleblagovnico Modna hiša in Prehrana v Osijeku,
- režiser Dušan Moravec - za knjigo Pričevanja o včerajšnjem gledališču,
- slikar Ive Šubic - za slikarska dela, razstavljena leta 1967 v galeriji Škofjeloškega muzeja,
- komponist Danilo Švara - za suito iz baleta Nina,
- kipar Drago Tršar - za razstavljena kiparska dela v Mali galeriji v Ljubljani leta 1967,
- igralka Iva Zupančič - za vlogo Ruth v Pinterjevi drami Vrnitev,

### 1969
- arhitekti Ilija Arnautović, Aleksander Peršin, Janez Vovk - za zazidalni načrt stanovanjske soseske SŠ-6 v Ljubljani,
- kipar Peter Černe - za kiparska dela, razstavljena v Škofji Loki leta 1968,
- prevajalec Janez Gradišnik - za prevod Joyceovega romana Ulikses,
- režiser Miran Herzog - za režijo Dürenmattove komedije Prekrščevalci v Mestnem gledališču ljubljanskem,
- pisatelj Lojze Kovačič - za roman Deček in smrt,
- slikar Nikolaj Omersa - za slikarska dela razstavljena v Novi Gorici leta 1968,
- pisatelj Alojz Rebula - za roman V Sibilinem vetru,
- industrijski oblikovalec Mirko Romih in Branko Uršič - za ustvarjalno oblikovalske dosežke v industriji pohištva Stol Kamnik,
- režiser Mako Sajko - za režijo dokumentarnih filmov, posebej za film Samomorilci, pozor!,
- glasbenik Vladimir Škerlak - za interpretacijo in tehnično uspele koncerte doma in v tujini,
- igralec Arnold Tovornik - za vogo Jura Krefla v Potrčevi drami Krefli v izvedbi SNG Maribor,
- scenograf Uroš Vagaja - za dolgoletno scenografsko delo in za knjižne opreme,
- režiser Fran Žižek - za režijo TV oddaj Neznana Talija,

### 1970
- skladatelj Jakob Jež - za kantato Do fragis amors,
- grafik Albert Kastelec - za grafični in industrijski design,
- slikar Maks Kavčič - za slikarska dela, razstavljena v Mariboru in Łjubljani v letu 1969,
- pesnik Tone Kuntner - za pesniško zbirko Lesnika,
- zborovodja, dirigent Marko Munih - za umetniško vodstvo akademskega pevskega zbora Tone Tomšič,
- igralec Anton Petje - za vlogo Lawrenca Shanona v Williamsovi Noči iguane, Jupitra v Plavtovem Amfitruonu in Cheja v Kozakovi Legendi o svetem Che,
- arhitekta Anton Pibernik in Vladimir Sedej - za hotel Rudar v Trbovljah,
- karikaturist Bine Rogelj - za grafično delo na področju karikature,
- pisatelj Tone Svetina - za roman Ukana,
- pisatelj Rudi Šeligo - za roman Triptih Agate Schwarzkobler,
- igralec Zlatko Šugman - za vlogo Karla v Dürrenmattovih Prekrščevalcih, Gregoryja v Ayckbournovih Polovičnih resnicah in Van Valdena - Borovem Plesu smeti,
- slikar Jože Tisnikar - za slikarska dela, razstavljena v letu 1969,
- glasbenik Marijan Vodopivec - za izvirne in uspele glasbene stvaritve na področju radijske in televizijske scenske glasbe,
- pesnik Dane Zajc - za pesniško zbirko Ubijavci kač,

### 1971
- dramatik Lojze Filipič - za dramaturško delo,
- igralec Pavel Jeršin - za vlogo župnika Stockmanna,
- skladatelj Lojze Lebič - za kompozicijo Korant za simfonični orkester in Konsa za komorno izvedbo,
- oblikovalci Oskar Kogoj s sodelavci - Stanetom Bernikom, dr. Jankom Sušnikom, ing. Borisom Ferlatom - za serijo foteljev - počivalnikov v izdelavi novogoriške tovarne Meblo,
- dramatik Mitja Mejak - za umetniške radijske in televizijske dramatizacije pomembnih del slovenske proze,
- arhitekt Borut Pečenko - za realizacijo trgovske hiše na glavnem trgu v Mariboru,
- pisateljica Ela Peroci - za zbirko otroških črtic in pripovedi Na oni strani srebrne črte,
- slikar France Peršin - za slikarska dela, razstavljena v Kranju, Ljubljani in Zagrebu,
- skladatelj Ivo Petrič - za kompozicije Intarzije za komorno zasedbo in Godalni kvartet 69 ter za kreativno umetniško vodstvo ansambla Slavko Osterc,
- kipar France Rotar - za veliko varjeno plastiko, nastalo na Ravnah na Koroškem, Forma viva- 1970,
- igralec Jože Zupan - za naslovno vlogo v TV drami Kaplan Martin Čedermac,

### 1972
- slikar in grafik Zvest Apollonio - za slikarsko in grafično delo,
- kostumografka Alenka Bartl-Prevoršek - za kostumografsko delo,
- pianist Aci Bertoncelj - za pianistične dosežke,
- pisatelj Peter Božič - za roman Jaz sem ubil Anito,
- pesnik France Forstnerič - za pesnitev Pijani Kurent,
- prevajalec Kajetan Gantar - za prevod Plavtovih komedij,
- arhitekt Peter Kerševan - za realizacijo trgovske hiše Mercator v Idriji,
- režiser Franci Križaj - za režijo Eliotove drame Umor v katedrali,
- pesnik Peter Levec - za pesniško zbirko Brezkončni marec,
- glasbenik Pavle Merku - za Koncert za violino in orkester,
- igralec Radko Polič - za vloge v Osvajalcu in Padlih angelih,
- režiser Staš Potočnik - za režije TV oddaj Za otroke,
- dramatik Emil Smasek - za radijsko dramaturško dejavnost,
- pisatelj Jože Snoj - za roman Negativ Gojka Mrča,
- ilustratorka Marlenka Stupica - za dosežke na področju mladinske ilustracije,

### 1973
- igralec Boris Cavazza - za vlogi v Molierovih igrah Improvizacije v Versaillesu in Skapinove zvijače,
- pisatelj Primož Kozak - za knjigo Peter Klepec v Ameriki,
- slikarka Metka Krašovec - za razstavo v Mali galeriji 1972. leta,
- slikar Vladimir Lakovič - za slikarski opus,
- arhitekt Saša Mächtig - za sistem kioskov K67,
- operni pevec Danilo Merlak - za vlogo Šteline v Suchonovi operi V vrtincu,
- režiser Dušan Povh - za kratka filma Dve koračnici in Nova maša,
- radijska režiserka Rosanda Sajko - za režijo radijskih iger,
- pesnik Tomaž Šalamun - za pesniško zbirko Bela Itaka,
- skladatelj Dane Škerl - za IV. simfonijo,

### 1974
- industrijski oblikovalec Marijan Gnamuš - za digitalni instrument Digimer I-Iskra, Ljubljana 1972,
- igralka Angela Janko-Jenčič - za naslovno vlogo v Kastelki Vladimirja Levstika in Herberta Grüna in za vlogo krčmarice Kunigunde v drami Lažna Ivana Andreja Hienga,
- arhitekt Jože Koželj - za Parkirno poslovno hišo v Ljubljani 1973,
- likovnik Avgust Lavrenčič - za likovni opus,
- glasbeniki Trio Lorenz - za koncertne uspehe,
- režiser Dušan Mlakar - za režijo Cankarjevih Romantičnih duš in Rozmanovih Zvonov v SLG Celje in Hiengove Lažne Ivane v SNG Maribor.
- arhitekt Dušan Moškon - za osnovno šolo Peter Kavčič v Škofji Loki,
- pevka Bogdana Stritar - za pevsko delo,
- pesnik Veno Taufer - za pesniško zbirko Prigode,
- filmski snemalec Žaro Tušar - za filmsko kamero,
- slikarka Jelica Žuža - za slikarski opus,

### 1975
- Delavska godba iz Trbovelj - za izredne uvrstitve med pihalnimi orkestri doma in na tujem,
- pesnik Bogomil Fatur - za pesniško zbirko Minuta tišine,
- filmski snemalec Mile de Gleria - za filmsko kamero v slovenskih celovečernih in kratkih filmih,
- igralka Mina Jeraj - za vlogo Winnie v delu Samuela Becketta Srečni dnevi,
- oblikovalec Tomaž Kržišnik - za likovno podobo predstave Zlata ptica,
- pisatelj Florjan Lipuš - za knjigo proze Zgodbe o čuših, ki govori o bridkih narodnih stiskah Slovencev na Koroškem,
- arhitekt Ciril Oblak in Fedja Klavora - za arhitekturo tovarne Gorenjska oblačila v Kranju in Letališče na Brniku,
- igralec Stane Raztresen - za vlogo Kaplana Martina Čedermaca in Hlapca Jerneja,
- slikar Ivan Seljak Čopič - za ciklus razstav v zadnjih letih,
- oblikovalec Matjaž Vipotnik - za oblikovanja plakatov,

### 1976
- režiser Jože Babič - za režijo drame Dva bregova Antona Leskovca,
- filmski režiser Vojko Duletič - za režijsko kreacijo filma Med strahom in dolžnostjo,
- pisatelj Jože Javoršek - za igro Dežela gasilcev,
- pesnica Svetlana Makarovič - za pesniško zbirko Pelin žena,
- scenograf Niko Matul - za scenografijo v filmih Strah, Povest o dobrih ljudeh, Med strahom in dolžnostjo,
- plesalec Janez Mejač - za vlogo Razuzdanca v baletu Razuzdančeva usoda,
- pevski zbor Mladinski pevski zbor iz Maribora - za umetniške dosežke na Mladinskem pevskem festivalu v Celju,
- igralka Milena Muhič - za vloge v minulih dveh sezonah,
- arhitekt Marko Mušič - za Spominski dom v Kolašinu,
- karikaturist Borut Pečar - za razstavo karikatur na Borštnikovem srečanju,
- radijski režiser Frane Puntar - za mladinske radijske igre,
- grafik Peter Skalar in Judita Skalar - za grafično oblikovanje v zadnjih dveh letih,
- grafistka Tinca Stegovec - za grafično razstavo v letu 1975,
- glasbenik Ciril Škerjanec - za izjemne koncertne dosežke,
- igralka Milena Zupančič - za vlogi Blanche v Williamsovi drami Tramvaj Poželenje in Zofije v Hiengovem Izgubljenem sinu,

### 1977
- organist Hubert Bergant - za izvedbo orgelskih del Johanna Sebastiana Bacha v ciklusu petnajstih zaporednih koncertov,
- pisatelj Vlado Habjan - za roman Trotamora, v katerem izpoveduje dramo slovenskega koroškega človeka,
- slikar Tone Lapajne - za samostojno razstavo v Ljubljani 1976,
- filmska režiserja Janez Marinšek in Koni Steinbaher - za ustvarjalne dosežke risanega filma,
- pesnik Valentin Polanšek - za pesniške zbirke v zadnjih letih, v katerih izpoveduje intimno ter narodno in socialno ogroženost koroškega človeka,
- igralka Majda Potokar - za vlogo Rachel v drami Johna Ardena Živite kot svinje, uprizorjene v tekoči sezoni v SNG Drama Ljubljana,
- skladatelj Milan Stibilj - za nove izredne dosežke v skladbi Xystus,
- režiser Zvone Šedlbauer - za režijo Wedekindovega Pomladnega prebujenja v Stalnem slovenskem gledališču v Trstu in za režijo Ardenovega dela Živite kot svinje v SNG Drami Ljubljana,
- televizijski režiser Anton Tomašič - za režijo TV drame Janka Messnerja Vrnitev,
- slikar Janez Vidic - za samostojno razstavo v Mariboru leta 1976,
- prevajalka Radojka Vrančič - za prevod Proustovega romana V senci cvetočih deklet,
- umetniški fotograf Joco Žnidaršič - za umetniško fotografijo,
- arhitekti Zala Dobnik, Hugo Porenta, Milan Štrukelj, Jože Dobrin in Alenka Velkavrh - za arhitektonske rešitve v vzgojno-varstvenih zavodih,

### 1978
- glasbenik Anton Grčar - za izvedbo Tartinijevega koncerta za trobento in orkester v D-duru skupaj z orkestrom Slovenske filharmonije v Ljubljani in potem še na turneji po Sovjetski zvezi,
- scenografka Meta Hočevar - za scenografske stvaritve,
- filmski režiser Jane Kavčič - za režijo filma Sreča na vrvici,
- pisatelj Vladimir Kavčič - za roman Pustota,
- igralec Rudi Kosmač - za vlogo v Kmeclovi monodrami Lepa Vida ali Problem Svetega Ožbolta,
- kostumografinja Marija Kobi - za kostumografijo,
- arhitekt Fedja Košir - za vrsto urbanističnih projektov,
- pesnik Miroslav Košuta - za pesniško zbirko Pričevanje,
- pisatelj Janko Messner - za književno pričevanje na avstrijskem Koroškem,
- dramaturg Janez Povše - za domiselne in uspešne dramatizacije književnih del: Martin Kačur Ivana Cankarja, Balada o trobenti in oblaku Cirila Kosmača in Ukana Toneta Svetine,
- grafik Janez Suhadolc - za grafične stvaritve,
- kipar Janez Šibila - za retrospektivno razstavo,
- kipar Dušan Tršar - za razstave v zadnjih letih,
- baletni plesalec Vojko Vidmar - za baletne stvaritve na odru SNG Maribor,

### 1979
- igralka Pavla Brunčko - za nastop v Kmeclovem Intervjuju v SNG Maribor,
- pesnik Ervin Fritz - za pesniško zbirko Okruški sveta,
- grafičarka Zdenka Golob - za grafično razstavo v galeriji Labirint,
- radijski režiser Aleš Jan - za radijske režije,
- pisatelj Drago Jančar - za zbirko novel O bledem hudodelcu in za roman Galjot,
- režiser Dušan Jovanović - za režijo Kralja na Betajnovi v MGL,
- igralec Boris Juh - za vlogo Leona v delu Gospoda Glembajevi v Ljubljanski Drami,
- fotograf Stojan Kerbler - za fotografske zapise o Halozah,
- igralka Anica Kumer - za vlogo Jacinte v Pohujšanju v dolini šentflorjanski v Celju,
- glasbenik Pavel Mihelčič - za glasbene kompozicije iz leta 1978,
- dirigent Anton Nanut - za dirigentsko delo,
- operna pevka Ana Pusar Jerič - za uspešne operne kreacije,
- slikar Milan Rijavec - za izvirne slikarske dosežke,
- slikar Evgen Sajovic - za izvirne slikarske dosežke,
- industrijska oblikovalka Metka Vrhunc - za industrijsko oblikovanje krznenih in usnjenih oblačil,
- pisatelj Saša Vuga - za roman Erazem Predjamski,
- arhitekti Studio 7 v Biroju 71-Domžale v sestavi: Štefan Kacin, Radislav Popović, Jurij Princes, Bogdan Špindler - za vztrajno iskanje specifičnega arhitektonskega izraza z upoštevanjem sodobnih materialov,

### 1980
- igralec Danilo Benedičič - za vloge v SNG Drami Ljubljana,
- igralec Evgen Car - za vloge v SNG Maribor,
- kipar Anton Demšar - za razstavo v galeriji Labirint,
- filmski snemalec in režiser Karpo Godina - za filmsko fotografijo,
- flavtistka Irena Grafenauer - za vrhunske umetniške dosežke v zadnjih letih,
- pesnik Niko Grafenauer - za zbirko Pesmi,
- slikar in grafik Stane Jagodič - za razstavi v Ljubljani in Slovenj Gradcu,
- operna pevka Norina Jankovič - za pevske dosežke v zadnjih letih,
- igralka Minu Kjuder - za vlogo v Šeligovi Lepi Vidi v SNG Maribor,
- slikar Rudolf Kotnik - za razstavi v Zagrebu in Splitu,
- pisatelj Tone Partljič - za satirično komedijske igre,
- arhitekt Bogdan Reichenberg - za ureditev spominskih obeležij na Duhu na Ostrem vrhu,
- pisatelj Marjan Rožanc - za roman Ljubezen,
- kiparka Dubravka Sambolec - za figuralno kiparstvo in prostorske plastike,
- igralka Mira Sardoč - za vloge v SSG v Trstu,
- glasbenik Ati Soss - za prispevke k slovenski jazzovski glasbi,
- Skupina arhitektov: Marko Dekleva, Matjaž Garzarolli, Vojteh Ravnikar, Egon Vatovec - za projekt zgradbe skupščine občine Sežana,
- arhitekti Projektna skupina: Janez Bizjak, Marko Cotič, Dušan Engelsberger - za izvedbo projekta Kulturnega doma v Bohinjski Bistrici,

### 1981
- igralec Janez Albreht - za vloge v SNG Drami Ljubljana,
- igralka Ljerka Belak - za vloge v zadnjih sezonah v Slovenskem ljudskem gledališču Celje,
- slikarka Alenka Gerlovič - za likovni opus, predstavljen na razstavah zadnjih let,
- slikar Herman Gvardjančič - za delo na razstavi Atelje 1980 v Likovnem salonu Riharda Jakopiča,
- igralec Janez Hočevar - Rifle - za igralske kreacije v SNG Maribor in Mestnem gledališču ljubljanskem,
- pisatelj Andrej Inkret - za knjigi Spomini na branje in Novi spomini na branje,
- oblikovalka nakita Miša Jelnikar - za oblikovanje nakita,
- slikar Silvester Komel - za slikarske razstave v zadnjih letih,
- pesnik Marko Kravos - za pesniško zbirko Tretje oko,
- dirigent in komponist Uroš Lajovic - za izvedbo Mahlerjeve simfonije številka 1 v D-duru,
- skladatelj in pianist Janez Matičič - za skladbo Koncert za violino in orkester,
- slikar Valentin Oman - za razstave v zadnjih dveh letih na slovenskem Koroškem v Avstriji,
- fotograf Milan Pajk - za razstavo fotografij v razstavišču Arkade v Ljubljani,
- skladatelj in dirigent Jože Privšek - za skladateljsko delo na področju jazza,
- industrijska oblikovalca Biba Bertok in Marjan Gašperšič - za oblikovanje serijskega pohištva,

### 1982
- igralec Danilo Bezlaj – za igralske stvaritve v Mestnem gledališču ljubljanskem,
- televizijski režiser Janez Drozg – za televizijsko režijo Vorančevega Boj na požiralniku in Klopčičeve Matere,
- oblikovalec Bronislav Fajon – za retrospektivno razstavo v ljubljanskem razstavišču Arkade,
- režiser Branko Gombač – za režijo v SSG v Trstu in SNG Maribor,
- pisatelj Branko Gradišnik – za pripovedno delo Zemlja-zemlja-zemlja,
- igralka Lidija Kozlovič – za igralske stvaritve v SSG v Trstu,
- oboist Božo Rogelja – za koncertne uspehe v sezoni 1980/81,
- arhitekta Barbara Rot in Božo Rot – za stavbo osnovne šole Jožeta Mihevca v Idriji,
- kvintet Slovenski kvintet trobil v sestavi: Anton Grčar, Stanko Arnold, Viljem Trampuš, Boris Šinigoj, Boris Gruden,
- slikar in kipar Vinko Tušek –  na predlog Društva slovenskih likovnih umetnikov za slikarske razstave v Kranju in na Bledu,

### 1983
- igralec Ivo Ban – za stvariteljske razsežnosti v filmskih vlogah,
- igralec Janez Bermež – za izjemne stvaritve v zadnjih dveh sezonah v Slovenskem ljudskem gledališču v Celju,
- industrijska oblikovalka Vesna Gaberšček Ilgo – za umetniški prispevek na področju industrijskega oblikovanja tekstila,
- pesnik Andrej Kokot – za pesniško zbirko Kaplje žgoče zavesti,
- baletni plesalec Mojmir Lasan – za vlogo Einsteina v baletu Rosalinda,
- prevajalec Branko Madžarevič – za prevod romana Francoisa Rabelaisa Gargantua in Pantagruel,
- grafičarka Adriana Maraž – za izvirne in tehnično izbrušene dosežke v grafičnem ustvarjanju,
- kvintet Pihalni kvintet RTV Ljubljana v sestavi: Jože Pogačnik, Božo Rogelja, Alojz Zupan, Jože Falout, Jože Banič – za koncertno poustvarjanje svetovnih in predvsem slovenskih del v zadnjih dveh letih,
- arhitekt Milan Pogačnik – za notranjo arhitekturo,
- igralec Peter Ternovšek – za vlogo Profesorja v Ionescovi Učni uri in Jožeta Skoka v Brešanovem Hamletu v Spodnjem Grabonošu,

### 1984
- igralec Bine Matoh – za igralske stvaritve v gledaliških delih Levstikova smrt, Lov na podgane in Erigon,
- violončelist Miloš Mlejnik – za koncertne nastope v zadnjih dveh letih,
- pesnik Boris A. Novak – za pesniško zbirko 1001 stih,
- slikar Franc Novinc – za umetniške dosežke na področju krajinarstva,
- slikar in ilustrator Klavdij Palčič – za likovne dosežke in scenografijo,
- operni pevec Edvard Sršen – za pevske dosežke, posebno za vlogo Rigoletta,
- fotograf Tone Stojko – za razstavo gledaliških fotografij v letu 1983,
- baletni plesalec Lane Stranič – za stvaritve v baletu Rosalinda, Romeo in Julija-Komentarji in Zgodba o vojaku,
- igralec Aleš Valič – za igralske stvaritve v gledaliških delih Bulgakovega, Moliera in Aschternbuscheve Ele,
- kostumografinja Marija Vidau – za kostumografsko delo v gledališču.

### 1985
- trobentar in pedagog Stanko Arnold - za koncertne dosežke,
- igralka Jožica Avbelj - za vlogi v dramah Hamlet in Otroci manjšega boga,
- operna pevka Olga Gracelj - za operne in koncertne nastope,
- pesnik Gustav Januš - za pesniško zbirko Pesmi,
- slikar in fotograf - Zmago Jeraj - za umetniške dosežke v risbi in gvašu,
- literarni zgodovinar in pisatelj Taras Kermauner - za knjigo Sreča in gnus (nagrado je zavrnil),
- oblikovalec in grafik Miljenko Licul in Ranko Novak - za dosežke na področju grafičnega oblikovanja,
- režiser Rajko Ranfl - za režijo filma Ljubezen,
- slikar Rudi Španzel - za umetniške dosežke na področju figuralike,
- igralec Dare Valič - za vlogi v dramah Naivne lastovke in Barillonova poroka,

### 1986
- baletni plesalec Mijo Basailović - za vloge v baletih, prtevsem v delih slovenskih skladateljev,
- kiparka Dragica Čadež - za kiparski cikel Asociacije na Pompeje,
- operni pevec Karel Jerič - za operne nastope, predvsem za vogo Švejka,
- pesnik in dramatik Milan Jesih - za pesniško zbirko Usta in dramska besedila,
- igralec Silvij Kobal - za naslovno vlogo v Chicchignoli in za vlogo Lipeta v Primorskih zdrahah,
- filmski scenograf Mirko Lipužič - za scenografijo v filmih Doktor in Naš človek,
- arhitekt Tomaž Medvešček - za prizidek k stavbi Zavoda za raziskavo materiala in konstrukcij v Ljubljani,
- dirigent Marko Munih - za poustvaritve slovenskih skladb,
- igralec Vlado Novak - za vlogo Simona Vebra v Velikem briljantnem valčku,
- pesnik Renato Quaglia - za zbirko pesmi Baside,

### 1987
- prevajalec in esejist Aleš Berger - za prevod Lautréamontovih Maldororjevih spevov,
- slikar Emerik Bernard - za dela, razstavljena na Beneškem bienalu 1986,
- pesnik Alojz Ihan - za zbirko Srebrnik,
- slikar in grafik Lojze Logar - za grafični in slikarski opus, razstavljen v galeriji Equrna v Ljubljani,
- filmska maskerka Berta Meglič - za oblikovanje maske v filmih Doktor, Christophoros, Kormoran in Čas brez pravljic,
- igralka Ivanka Mežan - za vlogo Varvare Petrovne v dramatizaciji Besov,
- režiser Eduard Miler - za režijo Malomeščanske svatbe v SNG Drama Ljubljana
- industrijski oblikovalec Vladimir Pezdirc - za ustvarjalne dosežke na področju Industrijskega oblikovanja,
- koreograf, dramaturg, režiser Milko Šparemblek - za koreografijo, režijo in dramaturgijo uprizoritve Baletni triptih,
- scenaristi-glasbeniki Ustvarjalci dela Fauvel 86 v zasedbi: Lojze Lebič, Ksenija Hribar, Jernej Habjanič - za zborovsko-scensko stvaritev Fauvel 86,

### 1988
- oblikovalec plakatov Jani Bavčer - za dosežke na področju vidnih sporočil,
- igralec Peter Boštjančič - za vlogo nadvojvode Viscontija in igralca Ivana Marojevića v Prokičevem Metastabilnem graalu ter Vasilija Vasiljevića Salonija v Treh sestrah Antona Čehova,
- igralka Silva Čušin - za vlogo Hane v Grumovem Dogodku v mestu Gogi, Tantalle v Zajčevi Kalevali in Ismene v Smoletovi Antigoni,
- arhitekt Peter Gabrijelčič - za oblikovanje mostov v Fužinah in na križišču Litijske in Poljanske ceste,
- slikar Zdenko Huzjan - za najnovejša dela, razstavljena v Mali galeriji,
- prevajalec Niko Košir - za prevod Junaške pesmi o Cidu,
- lutkar Edi Majaron - za dosežke na področju lutkarstva,
- skladatelj Uroš Rojko - za opus zadnjih dveh let,
- pisatelj Ivo Svetina - za zbirko Peti rokopis,
- kipar Lujo Vodopivec - za kiparski opus, razstavljen v zadnjih dveh letih,

### 1989
- igralec Emil Baronik - za vloge Mrtveca v Kačjem pastirju Pavla Merkuja, Jožeta Dobernika v Velikem dnevu Jožeta Dobernika, nemškega dramatika Streuela, dvojnem liku Cervantesa-Don Kihota v Wassermannovem-Leghovem muziklu  Človek iz Manche,
- pesnik Milan Dekleva - za pesniško zbirko Zapriseženi prah,
- Harald Draušbaher - za oblikovalske dosežke,
- igralka Veronika Drolc - za vloge odigrane v Slovenskem mladinskem gledališču, zlasti za Silvijo v Bettijevem Zločinu na Kozjem otoku,
- pesnica Maja Haderlap - za pesniško zbirko Bajalice,
- režiser Franci Slak - za film Hudodelci in TV-igro Nasmeh,
- skladatelj Maks Strmčnik - za skladbo Koncert za orgle, pojočo žago in simfonični orkester,
- knjižna ilustratorka Marija Lucija Stupica - za knjižne ilustracije, posebej za Andersenove,
- režiser Vito Taufer - za režiji Alice v čudežni deželi in La discreta enamorada,
- grafik Franko Vecchiet - za grafične stvaritve zadnjih dveh let,

### 1990
- pisatelj Aleš Debeljak - za deli Slovar tišine in Postmoderna sfinga,
- arhitekt Lojze Drašler - za realizacijo naselja Dvori v Grosupljem,
- slikar in grafik - za razstavo v galeriji Equrna,
- glasbenika Tomaž Lorenz in Alenka Šček Lorenz - za izvedbo cikla Antologija slovenske violinske glasbe,
- scenarist in režiser Filip Robar-Dorin - za scenarij, režijo in montažo filma Veter v mreži,
- pisatelj, pesnik in režiser Franček Rudolf - za delo Odpiram mlin, zapiram mlin,
- igralec Janez Škof - za vloge v predstavah La discreta enamorada, Klementov padec, Šeherezada in Viktor ali dan mladosti,
- režiser Mario Uršič - za režijo Cankarjevega Kralja na Betajnovi in Hofmannsthalovega Slehernika v Slovenskem stalnem gledališču v Trstu,
- baletna plesalka Snežana Vrhovec - za vlogi v baletih Romeo in Julija in Bela košuta,

### 1991
- prevajalec Drago Bajt - za prevode iz moderne ruske književnosti,
- pesnik Andrej Brvar - za zbirko Pesnitve in pesmi,
- oblikovalec in grafik Radovan Jenko - za grafično oblikovanje v letu 1990,
- igralec Vladimir Jurc - za vloge Slehernika v Hofmannsthalovi Pasijonski igri, Jakoba Rude v istoimeni Cankarjevi drami in Župnika v Cankarjevih Hlapcih,
- dirigent Marko Letonja - za izvedbo slovenskih del,
- režiser Tomaž Pandur - za režijo Goethejevega Fausta,
- kipar Matjaž Počivavšek - za dela, razstavljena v Equrni,
- kipar in oblikovalec Marko Pogačnik - za delo, razstavljeno na razstavi v Moderni galeriji,
- tonska snemalka in režiserka Metka Rojc - za prispevek v delih Mrtvec pride po ljubico, In principio erant percussiones in Hamlet expres,
- arhitekt Aleš Vodopivec - za realizacijo depandanse hotela Jezero v Bohinju,

Tega leta je bil sprejet sklep, da se zmanjša število nagrad sklada na šest nagrad letno.

### 1992
- slikar Gustav Gnamuš - za razstavo v Mali galeriji,
- skladatelj Janez Gregorc - za skladbo Žica,
- igralec Igor Samobor - za kreacije v minulih dveh sezonah,
- pisatelj, slavist Marjan Tomšič - za deli Oštrigeca in Kažuni,
- režiser, kostumograf in scenograf Damir Zlatar Frey - za avtorski projekt po motivih Slavka Gruma Dogodek v mestu Gogi,
- grafiki art skupina Novi kolektivizem v sestavi: Dejan Knez, Miran Mohor, Darko Pokorn in Roman Uranjek - za dosežke na področju grafičnega oblikovanja,

### 1993
- oblikovalec Edi Berk - za oblikovanje vidnih sporočil,
- pisatelj Evald Flisar - za dela Popotnik v kraljestvu senc, Kaj pa Leonardo?, Jutri bo lepše,
- režiser Janez Pipan - za predstave Zmagoslavje ljubezni, Stella, Domači učitelj in Gloria,
- pisatelj Zorko Simčič - za roman Človek na obeh straneh stene,
- slikar Andraž Šalamun - za razstavo v Obalnih galerijah,
- glasbenik Petar Ugrin - za solistične nastope doma in v tujini,

### 1994
- pevski zbor Komorni zbor Ave - za umetniške dosežke v zadnjih dveh letih,
- plesalec in koreograf Iztok Kovač - za koreografijo in izvedbo plesnih stvaritev Kako sem ujel sokola in Razširi krila (slon nerodni),
- kiparka in arhitektka Marjetica Potrč - za deli Dva obraza utopije in Dva obraza izgubljenega pričakovanja,
- kostumografa Svetlana Visintin in Leo Kulaš - za kostumografsko delo v slovenskih gledališčih, še posebej v gledališkem triptihu La divina commedia,
- igralka Judita Zidar - za vloge v zadnjih dveh letih, ki jih je ustvarila na odru Prešernovega gledališča,

### 1995
- pisatelj Mate Dolenc - za deli Rum in šah ter Pes z Atlantide,
- arhitekt Jurij Kobe - za stavbo Oddelka za biologijo in stanovanjsko četrt Tabor v Ljubljani,
- pisatelj in pesnik Feri Lainšček - za literarna dela zadnjih dveh let,
- igralec Srečko Špik - za vloge, odigrane v zadnjih dveh letih, še zlasti za Goldberga v Taborijevi igri Goldbergove variacije,
- klavirski trio Trio Lorenz - za izvedbo Antologije slovenske glasbe za klavisrki trio,
- radijski režiser Sergej Verč - za režijo radijske izvedbe Dantejeve Božanske komedije,

### 1996
- scenograf Marko Japelj - za scenografijo v predstavah Božanska komedija in Ruska misija,
- operna pevka Milena Morača - za vlogo Skladatelja v Straussovi operi Ariadna na Naksosu in Janufe v Janačkovi istoimenski operi,
- oblikovalec Zdravko Papič - za oblikovanje vizualnih komunikacij,
- igralec Brane Šturbej - za vlogo kralja Ludvika XIII. v predstavi Aleksandra Dumasa Trije mušketirji in Karla Rossmana v predstavi Amerika Franza Kafke,
- pesnik Uroš Zupan - za zbirko pesmi Odpiranje delte,
- pisatelj Vlado Žabot - za roman Pastorala,

### 1997
- kostumografinja Bjanka Adžić Ursulov - za dosežke na področju gledališke kostumografije,
- skladatelj Alojz Ajdič - za skladbo Tretja simfonija za tolkala in simfonični orkester,
- pisateljica Maja Novak - za roman Cimre in zbirko kratke proze Zverjad,
- plesalec in režiser Matjaž Pograjc - za režijske stvaritve v zadnjih dveh letih,
- igralec Jernej Šugman - za vloge, odigrane v zadnjih dveh letih,
- slikar Tugo Šušnik - za pregledno razstavo v Moderni galeriji,

### 1998
- kipar Jakov Brdar - za razstavo v Mali galeriji,
- plesalec in koreograf Matjaž Farič - za predstavi Trilogija in Klon,
- pisatelj in prevajalec Uroš Kalčič - za roman Numeri,
- igralka Milada Kalezić - za vlogo Baronice de Champigny v Florentinskem slamniku, markize Mertuil in vikonta Valmonta v Eksploziji spomina in Katerine v Ukročeni trmoglavki,
- oblikovalka tekstila in tapiserij Eta Sadar Breznik - za razstavo tapiserij v Cankarjevem domu,
- režiser Igor Šterk - za režijo filma Ekspres, ekspres,

### 1999
- režiserja in risarja Zvonko Čoh in Milan Erič - za celovečerni risani film Socializacija bika?,
- operni pevec in koncertni pevec Marko Fink in pianistka Nataša Valant - za komorne dosežke, še posebej za izvedbo pesemskega cikla Labodji spev Franza Schuberta,
- godalci Komornega godalnega orkestra Slovenske filharmonije - za koncertne dosežke v zadnjih dveh letih,
- slikar Živko Marušič - za retrospektivno razstavo v Moderni galeriji,
- pisatelj Jani Virk - za prozno zbirko Pogled na Tycho Brahe,
- filmski režiser Andrej Zdravič - za video V steklu reke,

### 2000
- kipar Mirsad Begić - za cikel Ohraniti sanje,
- skladatelj Jani Golob - za Koncert za violino in orkester,
- violinist Miran Kolbl - za koncertne dosežke v preteklem letu,
- pisatelj Vinko Möderndorfer - za prozno zbirko Nekatere ljubezni,
- igralka Saša Pavček - za vlogo Estrelle v Calderónovi drami Življenje je sen, Varje v Češnjevem vrtu Antona Pavloviča Čehova in Luče v Tomšičevi monokomediji Bužec on, bužca jaz,
- režiser Vito Taufer - za režijo Pike Astrid Lindgren in Andreja Rozmana, Beckettovega Konca igre, Linhartovega Matička in Molièrovega Skopuha,

### 2001
- igralec Gregor Baković - za vlogo Ariela v Shakespearovem Viharju in Vladimirja v Beckettovi drami Čakajoč Godota,
- slikar Ivo Prančič - za razstavi v Galeriji Božidarja Jakca v Kostanjevici na Krki in v Galeriji A+A v Benetkah,
- umetnica, režiserka Nataša Prosenc - za video Gladiatorji, predstavljen na Beneškem bienalu,
- pesnik Peter Semolič - za pesniško zbirko Krogi na vodi,
- zborovodkinja in dirigentka Karmina Šilec - za projekt Vampirabile, izveden z zborom Carmina Slovenica,
- godalci Godalni kvartet Tartini - za sklop koncertov iz cikla Večeri komorne glasbe,

### 2002
- pisatelj Andrej Blatnik - za kratko prozo v knjigi Zakon želje,
- pevka, sopranistka Bernarda Fink - za solistični delež v Božičnem oratoriju Johanna Sebastiana Bacha v Ljubljani in koncertov Isaaca Poscha,
- igralka Polona Juh - za vlogo Mirande v Shakespearovem Viharju, Celimene v Moliérovem Ljudomrzniku, Desdemone v Shakespearovem Othellu in Lepe Helene v Novakovi Kasandri,
- oblikovalec oglasov Matevž Medja - za celostne grafične podobe zadnjih dveh let,
- plesalka in koreografinja Tanja Zgonc - za koreografijo predstave Kagami odsev,

### 2003
- režiser Jan Cvitković - za celovečerni film Kruh in mleko,
- režiserka Mateja Koležnik za režiji Nožev v kurah Davida Harrowerja in Praznovanja Thomasa Vinterberga, Mogensa Rukova in Bo hr. Hansena,
- pesnik Andrej Medved - za pesniško zbirko Hiperion,
- kipar in publicist Alen Ožbolt - za razstavo Rob, Igra solz, Dvoje, Še,
- pihalni kvintet Slowind - za umetniško delovanje v zadnjih dveh letih,
- skladateljica in muzikologinja Larisa Vrhunc - za skladbo Hologram,

### 2004
- solist, klarinetist, skladatelj Mate Bekavac - za koncertne dosežke na festivalu Svetovni glasbeni dnevi 2003 in solistične nastope v zadnjih dveh letih,
- igralec Radoš Bolčina - za vlogo Škrata v Shakespearovem Snu kresne noči, Don Juana v istoimeni Molièrovi komediji in Estragona v Beckettovi igri Čakajoč Godota,
- pisatelj Iztok Geister - za delo Pospala poželenja (povest o sočasju reči),
- baletna plesalka Alenka Ribič Laufer - za vlogo Swanilde v baletu Coppelia in Nikije v baletu Bajadere,
- slikar Oto Rimele - za razstavo Iluminacije,
- skladatelj Igor Štuhec - za skladbo Simfonieta,

### 2005
- arhitekta Matija Bevk in Vasa J. Perović - za arhitekturni opus,
- plesalec in koreograf Edward Clug - za avtorski plesni projekt Lacrimas-Solze,
- pevka-altistka Mirjam Kalin - za mojstrske poustvaritve skladb Uroša Kreka, Iva Petriča, Alojza Srebotnjaka in Sama Vremšaka ter za Mahlerjev večer na evroradijskih valovih leta 2002 (iz studia 14 Radia Slovenija),
- pianist in saksofonist Milko Lazar - za Triple Concerto za klavir, simfonični orkester in big band s solisti ter Koncert za flavto in orkester,
- igralka Nataša Matjašec - za soavtorstvo besedila in igrlsko kreacijo v predstavi Get Famous or Die Trying Elizabeth 2,
- pesnik in pisatelj Milan Vincetič - za pesniško zbirko Lakmus,

### 2006
- kipar Mirko Bratuša - za razstavo v madridski galeriji Circulo de Bellas Artes
- pianist Bojan Gorišek - za koncertno dejavnost v zadnjih dveh letih
- igralka Nataša Barbara Gračner - za vlogi Katerine Ivanovne Verhovceve v Bratih Karamazovih F. M. Dostojevskega in Nurie v Enem španskem komadu Yasmine Reza
- pisatelj Milan Kleč - za knjigo Srčno dober človek in zvest prijatelj
- lutkovni ustvarjalec Silvan Omerzu - za trilogijo Misterij življenja in smrti
- pesnica Maja Vidmar - za pesniško zbirko Prisotnost

### 2007
- baletni plesalec Anton Bogov za plesni kreaciji lika Johna v baletu Grk Zorba in lika princa Siegfrida v baletu Labodje jezero
- skladateljica Urška Pompe za skladbe Čuječi, Dotik in Dan za dnem
- arhitekta Vesna in Matej Vozlič za arhitekturne rešitve večnamenske dvorane v Medvodah, policijske postaje v Mostah in interiera Opera bara
- pisateljica Suzana Tratnik za knjigo Vzporednice
- intermedijski umetnik Marko Peljhan za projekt Makrolab
- slikar Jože Slak za razstavo Slike za slepe v Mali galeriji

### 2008
- Primož Čučnik, pesnik, za pesniško zbirko "Delo in dom"
- Sebastijan Horvat, gledališki režiser
- Ema Kugler, intermedijska umetnica za film Le Grand Macabre in za performans Introitus
- Boštjan Lipovšek, hornist
- Uroš Smolej, igralec za vlogo Konferansjeja v mjuziklu Kabaret
- Bor Turel, skladatelj in zvokovni umetnik

### 2009
- Sabina Cvilak, za upodobitev Michaele v operi Carmen, Nedde v operi Pagliacci, Fiordilligi v Cosi fan tutte in Margarete v Faustu ter za izjemno interpretacijo v Mahlerjevih Simfoniji št. 2 in Simfoniji št. 4
- Nenad Firšt, za Concertino za flavto, saksofon in orkester, Koncert za dva saksofona in godala, V tistem trenutku postanka za komorni ansambel, Čarobno goro za simfonični orkester, Pisma za violino in komorni orkester ter Odeon za komorni orkester
- Marko Mandić, za vloge Poliba v Svetinovem Ojdipu v Korintu, Osvalda v Ibsenovih Strahovih, dr. Strnena v Cankarjevih Romantičnih dušah, grofa Strahlskega v Kleistovi Katici iz Heilbronna in Baltazarja v Hiengovem Osvajalcu
- Tobias Putrih, za umetniške dosežke, predstavljene v slovenskem paviljonu na 52. beneškem bienalu, in za pregledno razstavo 1999–2007 z naslovom Quasi Random v New Yorku
- Goran Vojnović, za roman Čefurji raus!
- Miran Zupanič, za celovečerni dokumentarni film Otroci s Petrička

### 2010
- Miklavž Komelj, umetnostni zgodovinar, za pesniško zbirko Nenaslovljiva
- Peter Musevski, igralec
- Aldo Kumar, skladatelj
- Barbara Cerar, igralka, za vloge, ki jih je v zadnjih dveh letih ustvarila v ljubljanski Drami
- Andrej Rozman Roza, pisatelj
- Maja Delak, plesalka, za niz plesno-gledaliških predstav

### 2011
- Emil Filipčič, pisatelj; za roman Problemi
- Zlatko Kaučič, glasbenik; za več zgoščenk in cikel koncertov
- Janja Majzelj, igralka; za vloge v predstavah Za prgišče Šekspirja, Sla, Vampir, Persona, ter za avtorski projekt Krizantema na klavirju
- Jure Miklavc, oblikovalec; za dosežke na področju industrijskega oblikovanja
- Branko Robinšak, tenorist
- Lilijana Praprotnik Zupančič, ilustratorka

### 2012
- Iztok Mlakar, kantavtor in igralec
- Franc Kosem, torbentar
- Ivica Buljan, režiser
- Stojan Kuret, zborovodja
- Andrej E. Skubic, pisatelj
- Maruša Zorec, arhitektka

### 2013
- Regina Križaj, balerina
- Bernarda Fink, mezzosopranistka
- Marcos Fink, basbaritonist
- Gorazd Kocijančič, pesnik
- Jože Vidic, baritonist
- Marija Javoršek, prevajalka
- Metod Pevec, režiser in scenarist

### 2014
- Vladimir Kos, pesnik, za zbirki Pesmi z japonskih otokov in Ob rahlo tresoči se tokijski harfi
- Alenka Sottler, akademska slikarka in ilustratorka, za razstave v Mariboru in Ljubljani ter za ilustratorski opus
- Jernej Lorenci, gledališki režiser, za režijo uprizoritev Kako jemati njeno življenje, Nevihta, Dantonova smrt in Ponorela lokomotiva
- Jože Možina, režiser, za dokumentarni film Pedro Opeka, dober prijatelj
- Slovenski tolkalni projekt
- Vesna Pernarčič, igralka

### 2015
- saksofonist Jure Pukl za ustvarjanje avtorske jazzovske glasbe v zadnjih dveh letih in za številne nastope ter sodelovanja z mednarodno priznanimi umetniki
- igralka Pia Zemljič za vloge, ki jih je ustvarila v zadnjih dveh letih
- akademski slikar Marko Jakše za slikarske razstave v zadnjih dveh letih
- prevajalec Marjan Strojan za prevod Canterburyjskih povesti Geoffreyja Chaucerja
- plesalca Rosana Hribar in Gregor Luštek za plesno-koreografski opus v zadnjih dveh letih
- skladatelj Vito Žuraj za kakovosten in odmeven glasbeni opus v zadnjih dveh letih

### 2016
- Cvetka Lipuš, pesnica
- Mojca Smerdu, kiparka
- Katarina Stegnar, igralka
- Janusz Kica, režiser
- Aleksij Kobal, slikar
- Ambrož Čopi, skladatelj, dirigent in zborovodja

### 2017
- Nina Šenk, skladateljica
- Boštjan Gombač, klarinetist, multinštrumentalist in skladatelj
- Mojca Kumerdej, pisateljica
- Mitja Vrhovnik Smrekar, skladatelj
- Tomaž Lavrič, stripar
- Lena Krušec, Tomaž Krušec in Vid Kurinčič, arhitekti

### 2018
- Marko Brdar, snemalec
- Matej Puc, igralec
- Simona Semenič, dramatičarka in performerka
- Valentina Turcu, koreografinja in plesalka
- Boris Gaberščik, fotograf
- Maja Smrekar, intermedijska umetnica

### 2019
- Jure Jakob, pesnik
- Martina Batič, zborovska dirigentka
- Tomaž Svete, skladatelj
- Maruša Majer, igralka
- Dušan Kastelic, animator
- Aljoša Dekleva in Tina Gregorič Dekleva, arhitekta

### 2020
- Suzana Koncut, prevajalka, za prevode francoskih literarnih in teoretskih besedil v zadnjih treh letih
- Luka Juhart, akordeonist in skladatelj, za umetniške dosežke v zadnjih treh letih
- Nina Ivanišin, igralka, za vloge ustvarjene v zadnjih treh letih
- Rok Biček, režiser, za film Družina
- Nejc Prah, oblikovalec, za oblikovalske dosežke v zadnjih treh letih
- Alan Hranitelj, kostumograf, za razstavo Vzporedni svetovi Alana Hranitelja

### 2021
- Brane Senegačnik, pesnik, za pesniško zbirko Pogovori z nikomer (2019).
- Lana Trotovšek, violinistka, za poustvarjalne dosežke v zadnjih treh letih.
- Tomi Janežič, gledališki režiser, za svoje režisersko delo v slovenskih gledališčih v zadnjih treh letih.
- Matjaž Ivanišin, filmski ustvarjalec, za režijo in scenarij celovečerca Oroslan.
- Sandi Červek, slikar, za razstavo »1 + 1 = 11« v Galeriji mesta Ptuj.
- Blaž Budja, Rok Jereb in Nina Majoranc, arhitekti, za projekta: Materinski dom v Ljubljani in Poslovna stavba TEM Čatež.

### 2022
- Anja Štefan, pesnica in pisateljica, za literarno ustvarjalnost v zadnjih treh letih, posebej za zbirko pravljic Tristo zajcev, za pesniško zbirko Imam zelene čeveljčke in avtorsko pravljico Zajčkova hišica
- Jette Ostan Vejrup, dramska igralka, za več premiernih vlog v zadnjih treh letih
- Damijan Močnik, skladatelj, za ustvarjalni opus vokalne in vokalno-instrumentalne glasbe v zadnjih treh letih
- Andreja Zakonjšek Krt, sopranistka, za vlogo Ameline v Verdijevem Simonu Buccangri in vlogo Marguerite v Gounodovem Faustu
- Dušan Kirbiš, slikar, za razstavo O izvoru podob v Galeriji mesta Ptuj
- Špela Čadež, režiserka in avtorica animiranih filmov, za režijo animiranega filma Steakhouse

### 2023
- Dušan Jelinčič, pisatelj in novinar, za roman Šepet nevidnega morja, dvanajst tablet svinca
- Drago Ivanuša, skladatelj gledališke in filmske glasbe, za projekte med letoma 2019 in 2022
- Alexander Gadjiev, pianist, za solistične recitale in izvedbe klavirskih koncertov na domačih in tujih odrih v zadnjih treh letih
- Nikolaj Beer, akademski slikar, za cikel razstav v letih 2021 in 2022: Vračanje h koreninam (Celje 2021), razstava v galeriji Insula (Izola 2022) in razstava Izbrana dela 1986–2021 (Kranj 2022)
- Matevž Luzar, filmski režiser, in scenarist za film Orkester
- Medprostor, arhitekturni atelje, za dosežke v preteklih treh letih (lesena hiša Hribljane, športna dvorana Šentvid, ureditev kompleksa Žičke kartuzije

### 2024
- Miljana Cunta, pesnica, za pesniško zbirko Nekajkrat smo zašli, zdaj se vračamo
- Jana Zupančič, igralka, za vloge v zadnjih treh gledaliških sezonah
- Nuška Drašček, mezzosopranistka, za glasbeno ustvarjanje v zadnjih treh letih
- Ciril Horjak, stripovski avtor, za ustvarjalno delovanje na področju stripa
- Sara Kern, režiserka, za scenarij in režijo filma Moja Vesna
- Tomato Košir, grafični oblikovalec, za grafično oblikovanje v zadnjih treh letih

### 2025
- Nika Autor, vizualna umetnica, za dve samostojni razstavi ter serijo eksperimentalnih filmov
- Grupa Ee, oblikovalski kolektiv, za poseben in zelo izrazit oblikovalski opus v zadnjih treh letih
- Tomaž Grom, glasbenik, v zadnjih gonilna sila sodobne improvizirane glasbe v slovenskem in tudi širšem prostoru
- Nataša Kramberger, pisateljica, za esejistično zbirko Po vsej sili živ
- Nina Rajić Kranjac, gledališka režiserka, za režijo treh prebojnih uprizoritev v zadnjih treh letih
- Julij Zornik, oblikovalec zvoka, za prepoznavno in izstopajoče oblikovanje zvoka na filmih v zadnjih treh letih